# Jason Momoa
Joseph Jason Namakaeha Momoa (Honolulu, 1 de agosto de 1979) es un actor, actor de voz, director, guionista y productor de cine estadounidense. Comenzó su carrera como actor después de mentir sobre ser un modelo profesional, lo cual le concedió un papel en la serie Baywatch, en la que debutó en 1999 y participó dos temporadas. Más tarde, ganó popularidad interpretando a Ronon Dex en la serie de televisión Stargate Atlantis desde 2004 hasta 2009.
En 2011, siguió adquiriendo fama al interpretar a Khal Drogo en la serie Game of Thrones durante sus dos primeras temporadas. Posteriormente, fue seleccionado para interpretar a Aquaman en el Universo extendido de DC, comenzando con un cameo en Batman v Superman: Dawn of Justice (2016) y más tarde como protagonista en Justice League (2017), Aquaman (2018), Zack Snyder's Justice League (2021) y Aquaman y el Reino Perdido (2023). Por otra parte, también protagonizó las series Frontier y See.

## Biografía

### 1979-1999: primeros años e inicios como modelo
Joseph Jason Namakaeha Momoa nació el 1 de agosto de 1979 en la ciudad de Honolulu, en el estado de Hawái (Estados Unidos), hijo único de Joseph Momoa, un pintor, y Coni Lemke, una fotógrafa. Sus padres se divorciaron cuando Momoa aún era muy joven y su madre se mudó con él a la ciudad de Norwalk, en el estado de Iowa, donde lo crio como madre soltera. Estudió en la Norwalk High School hasta su graduación en 1997. Poco después, comenzó a trabajar en una tienda de artículos de surf hasta que fue descubierto por los diseñadores Eric Chandler y Takeo Kobayashi, quienes, al ver su atractivo físico, lo contrataron para una sesión fotográfica. En 1998, se llevaron a cabo las audiciones para Baywatch: Hawaii, en la que Momoa audicionó y mintió diciendo que era un reconocido modelo de varias marcas, lo cual llamó la atención de los productores de la serie y le ofrecieron un papel en el elenco principal.

### 2000-2010: debut actoral
Momoa apareció en 38 episodios de Baywatch: Hawaii emitidos hasta 2001, cuando la serie fue finalmente concluida. No obstante, volvería dos años más tarde para grabar una película para televisión titulada Baywatch: Hawaiian Wedding. Tras su éxito con la serie, la cadena Fox lo contrató para protagonizar la soap opera North Shore, en la que apareció en 21 episodios emitidos entre 2004 y 2005. El actor también hizo su debut en el cine apareciendo en Johnson Family Vacation (2004).
En 2005, fue incorporado al elenco principal de la serie Stargate Atlantis en su segunda temporada con el papel de Ronon Dex. Su personaje fue bien recibido por la audiencia y siguió formando parte del elenco principal hasta la culminación del programa en 2009, habiendo filmado un total de 73 episodios. También tuvo breves apariciones en la serie de televisión The Game y en la película Pipeline (2007).

### 2011-2019:Game of Thronesy Universo extendido de DC

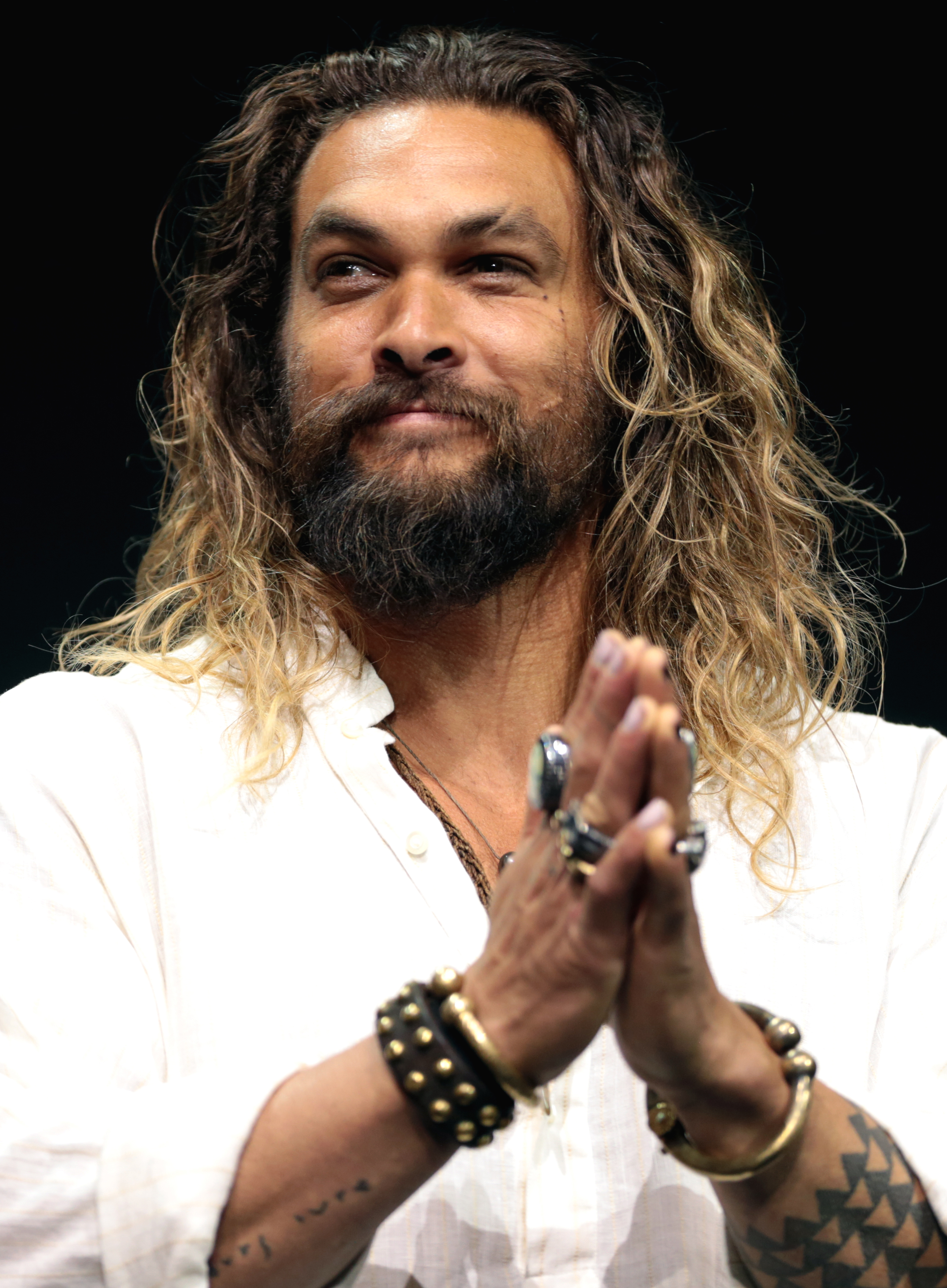
Momoa durante la Comic-Con en julio de 2017.

En 2011, Momoa fue seleccionado por HBO para interpretar a Khal Drogo en la serie Game of Thrones, en la que apareció en 11 episodios durante sus dos primeras temporadas. El actor comentó que le fue difícil volver a conseguir papeles luego de su salida de la serie, ya que su imagen tan desafiante sería complicada de añadir a otros géneros; asimismo, comentó que muchos pensaban que no sabía hablar inglés, pues su personaje en la serie no tiene ningún diálogo en dicho idioma sino en una lengua ficticia. Por otra parte, protagonizó la película Conan the Barbarian (2011) interpretando al personaje de Conan el Bárbaro, y además apareció en Bullet to the Head (2012) junto a Sylvester Stallone. Ambos filmes fueron un fracaso tanto en crítica como en taquilla. Posteriormente, protagonizó e hizo su debut como director, productor y guionista con el filme Road to Paloma (2014), la cual también supuso un fracaso en crítica y taquilla. Ese mismo año también protagonizó Debug (2014) y Wolves (2014), que igualmente fracasaron. Tras varios proyectos fallidos en el cine, Momoa regresó a la televisión protagonizando la serie The Red Road, la cual tuvo críticas positivas y se extendió por dos temporadas, en las cuales grabó 12 episodios emitidos desde 2014 hasta 2015. En 2016, protagonizó Frontier, una producción de Netflix. La serie tuvo críticas positivas y se extendió por tres temporadas hasta su culminación en 2018. También apareció en las películas Sugar Mountain (2016), Once Upon a Time in Venice (2017) y The Bad Batch (2017), que tuvieron críticas negativas.
Momoa fue seleccionado por Warner Bros. Pictures para interpretar al personaje de Arthur Curry / Aquaman en el Universo extendido de DC, y en 2016 hizo su debut como el superhéroe con un cameo en Batman v Superman: Dawn of Justice (2016). Al año siguiente repitió su papel en Justice League (2017), que recibió críticas negativas y no alcanzó las expectativas en taquilla. Posteriormente, volvió a interpretar al personaje, esta vez como protagonista, en Aquaman (2018), película que fue bien recibida por la crítica y se convirtió en un éxito en taquilla, tras convertirse en la quinta cinta más recaudadora del 2018, con más de $1.14 millones. Su actuación, además de recibir elogios, le valió nominaciones a los MTV Movie & TV Awards y los Teen Choice Awards. Más tarde hizo la voz de Aquaman en The Lego Movie 2: The Second Part (2019). Por otra parte, protagonizó la serie de televisión See, producción de Apple TV+.

### 2020-presente: proyectos futuros
Momoa volvió a interpretar a Aquaman en Zack Snyder's Justice League (2021), una versión reeditada de Justice League (2017), la cual tuvo una respuesta positiva por parte de la crítica, que la consideraron una «mejora significativa» sobre la versión de 2017 y alabaron especialmente el desarrollo de los personajes. Protagonizó Sweet Girl (2021), una producción de Netflix que tuvo una respuesta crítica negativa. Asimismo, interpretó a Duncan Idaho en la película Dune (2021). También protagonizó Slumberland (2022), una adaptación de Little Nemo in Slumberland. Asimismo, volvió a interpretar a Aquaman en Aquaman y el Reino Perdido.
Momoa interpretó Dante Reyes, villano principal de Fast X (2023), quien resulta ser el hijo de Hernán Reyes (Joaquim de Almeida), el principal antagonista asesinado por Luke Hobbs (Dwayne Johnson) en Fast Five (2011). En abril de 2025, protagonizó Una película de Minecraft, producción basada en el videojuego Minecraft, en el papel de Garrett «El Basurero» Garrison. El actor interpretará al antihéroe Lobo en Supergirl: Woman of Tomorrow.

## Vida personal
Momoa comenzó una relación con la actriz Lisa Bonet a mediados de 2005. Aunque se creía que la pareja se había casado en 2007, no se casaron legalmente sino hasta octubre de 2017. Tuvieron a su primera hija en julio de 2007, y a su segundo hijo en diciembre de 2008. Tras dieciséis años juntos y cuatro de casados, a principios de enero de 2022 anunciaron su separación mediante sus cuentas de Instagram. En mayo de 2024, se hizo pública su relación con la también actriz Adria Arjona.
El 15 de noviembre de 2008, Momoa fue atacado por un desconocido en un bar en Hollywood, quien le cortó la cara con una jarra de vidrio rota. Por ello, el actor tuvo que ser sometido a una cirugía de reconstrucción facial, de la cual aún conserva notables cicatrices. El atacante fue sentenciado a cinco años de cárcel.
Se sabe que es un gran fanático del heavy metal e indicó que ha construido sus personajes a partir de canciones del género. Además, en sus tiempos libres toca el bajo eléctrico, la mandolina, el ukelele y la guitarra. En 2017, empezó a practicar jiu-jitsu brasileño.

## Filmografía
| Año  | Título                             | Papel                          | Notas                                   |
| ---- | ---------------------------------- | ------------------------------ | --------------------------------------- |
| 2004 | Johnson Family Vacation            | Navarro                        |                                         |
| 2007 | Pipeline                           | Kai                            |                                         |
| 2011 | Conan the Barbarian                | Conan el Bárbaro               |                                         |
| 2012 | Bullet to the Head                 | Keegan                         |                                         |
| 2014 | Road to Paloma                     | Robert Wolf                    | También director, productor y guionista |
| 2014 | Wolves                             | Conner                         |                                         |
| 2014 | Debug                              | I Am                           |                                         |
| 2016 | Batman v Superman: Dawn of Justice | Arthur Curry / Aquaman         | Cameo                                   |
| 2016 | The Bad Batch                      | Miami Man                      |                                         |
| 2016 | Sugar Mountain                     | Joe Bright                     |                                         |
| 2017 | Braven                             | Joe Braven                     | También productor                       |
| 2017 | Once Upon a Time in Venice         | Spider                         |                                         |
| 2017 | Justice League                     | Arthur Curry / Aquaman         |                                         |
| 2018 | Aquaman                            | Arthur Curry / Aquaman         |                                         |
| 2019 | The Lego Movie 2: The Second Part  | Arthur Curry / Aquaman         | Voz                                     |
| 2021 | Zack Snyder's Justice League       | Arthur Curry / Aquaman         |                                         |
| 2021 | Sweet Girl                         | Ray Cooper                     | También productor                       |
| 2021 | Dune                               | Duncan Idaho                   |                                         |
| 2022 | Slumberland                        | Flip                           |                                         |
| 2023 | Aquaman y el Reino Perdido         | Arthur Curry / Aquaman         |                                         |
| 2023 | Fast X                             | Dante Reyes                    |                                         |
| 2023 | The Flash                          | Arthur Curry / Aquaman         | Cameo                                   |
| 2024 | The Fall Guy                       | Él mismo                       | Cameo                                   |
| 2025 | Una película de Minecraft          | Garrett «El Basurero» Garrison |                                         |

| Año       | Título                     | Papel          | Notas                           |
| --------- | -------------------------- | -------------- | ------------------------------- |
| 1999-2001 | Baywatch                   | Jason Ioane    | Elenco principal (38 episodios) |
| 2003      | Baywatch: Hawaiian Wedding | Jason Ioane    | Telefilme                       |
| 2003      | Tempted                    | Kala           | Telefilme                       |
| 2004-2005 | North Shore                | Frankie Seau   | Elenco principal (21 episodios) |
| 2005-2009 | Stargate Atlantis          | Ronon Dex      | Elenco principal (73 episodios) |
| 2009      | The Game                   | Roman          | Recurrente (4 episodios)        |
| 2011-2012 | Game of Thrones            | Khal Drogo     | Recurrente (10 episodios)       |
| 2014-2015 | The Red Road               | Phillip Kopus  | Elenco principal (12 episodios) |
| 2014-2015 | Drunk History              | Varios         | Invitado (2 episodios)          |
| 2016-2018 | Frontier                   | Declan Harp    | Elenco principal (18 episodios) |
| 2019      | Los Simpson                | Él mismo (voz) | Invitado (temporada 31)         |
| 2019-2022 | See                        | Baba Voss      | Elenco principal (16 episodios) |

## Premios y nominaciones
| Año  | Premiación             | Categoría                                       | Nominado por              | Resultado | Ref.   |
| ---- | ---------------------- | ----------------------------------------------- | ------------------------- | --------- | ------ |
| 2019 | Jupiter Awards         | Mejor Actor Internacional                       | Aquaman                   | Ganador   | [ 49 ] |
| 2019 | Kids' Choice Awards    | Superhéroe Favorito                             | Aquaman                   | Nominado  | [ 50 ] |
| 2019 | Kids' Choice Awards    | Actor de Cine Favorito                          | Aquaman                   | Nominado  | [ 50 ] |
| 2019 | MTV Movie & TV Awards  | Mejor Beso (compartido con Amber Heard)         | Aquaman                   | Nominado  | [ 51 ] |
| 2019 | Teen Choice Awards     | Mejor Actor de Cine de Fantasía/Ciencia Ficción | Aquaman                   | Nominado  | [ 20 ] |
| 2021 | People's Choice Awards | Estrella de Cine de Drama de 2021               | Dune                      | Nominado  | [ 52 ] |
| 2025 | Kids' Choice Awards    | Actor de cine favorito                          | Una película de Minecraft | Nominado  | [ 53 ] |